# Françoise Héritier
Françoise Héritier (Veauche, Loira, Francia; 15 de noviembre de 1933-París, 15 de noviembre de 2017) fue una antropóloga francesa que feminizó el estructuralismo. Sucedió a Claude Lévi-Strauss en el Colegio de Francia, donde estableció desde entonces su propia cátedra.

## Biografía
Sucesora del padre del estructuralismo antropológico francés, Héritier profundizó en la teoría de la alianza y de ahí, en las razones de la prohibición del incesto. Ambos campos del análisis antropológico están basados sobre la noción de intercambio de mujeres/hombres. Sus investigaciones le llevaron a constatar que la violencia de género no responde a ninguna lógica natural, sino a un exceso de cultura patriarcal.
Françoise Héritier desarrolló el concepto de lo idéntico, y de su frustración repulsiva, retomando y corrigiendo los enfoques de Lévi-Strauss y de Alfred Reginald Radcliffe-Brown, este último, antropólogo social inglés. Se apoyó en todos sus estudios en dos cuestiones básicas: por un lado, la naturaleza, y por el otro, el de medio ambiente. Su sucesor en la cátedra de antropología en el Colegio de Francia fue Philippe Descola.
Françoise Héritier en L'exercice de la parente sostuvo, como Lévi-Strauss, que existen regularidades en los sistemas complejos de alianza. Definió las llamadas estructuras semicomplejas de parentesco como una etapa de transición entre los sistemas elementales y los complejos.
Fue directora del laboratorio de antropología social y directora de estudios en la École des Hautes Études en Sciences Sociales; titular de la Cátedra de Estudios Comparados de Sociedades Africanas (1982-1998) y profesora Emérita del Colegio de Francia. Además fue miembro del Patronato de la Coordinación Francesa para el Decenio de la Cultura de la Paz y la No violencia.

## Algunas de sus obras
- Retour aux sources. Paris, Galilée. 2010. ISBN 978-271-860-833-4.
- La différence des sexes. Paris, Bayard. 2010. ISBN 978-222-748-143-5.
- Une pensée en mouvement. Paris, Editions Odile Jacob. 2009. ISBN 978-273-812-220-9.
- Le corps, le sens. Paris, Seuil. 2007. ISBN 978-202-092-847-2.
- Le féminin en miroir: entre Orient et Occident. Paris, Campagne Première. 2005. ISBN 978-291-578-916-4.
- Hommes, femmes, la construction de la différence. Paris, Le Pommier. 2005. ISBN 978-274-650-244-4.
- Corps et affects. Paris, Editions Odile Jacob. 2004. ISBN 978-273-811-522-5.
- Masculin-féminin 2, Dissoudre la hiérarchie. Paris, Editions Odile Jacob. 2002. ISBN 978-273-811-090-9. (Versión en español: Masculino/femenino II: disolver la jerarquía. Buenos Aires: FCE.)
- Maternité, affaire privée, affaire publique. Paris, Bayard,. 2001. ISBN 978-222-713-934-3.
- Two sisters and their mother: the anthropology of incest. New York, Zone Books. 1999. ISBN 094-229-933-7.
- Contraception: contrainte ou liberté?. Paris, Editions Odile Jacob. 1999. ISBN 978-273-810-722-0.
- Masculino/femenino|Masculin / féminin. La pensée de la différence. Paris, Editions Odile Jacob. 1996. ISBN 978-273-810-338-3. Versión en español: Masculino/femenino: el pensamiento de la diferencia. Barcelona, Ariel. 1996. ISBN 84-3441-157-1.
- De la violence. Paris, Editions Odile Jacob. 1996. ISBN 978-273-810-408-3.
- Del incesto. Buenos Aires, Ediciones Nueva Visión. 1995. ISBN 950-602-326-3.
- La parenté spirituelle. Paris, Editions des archives contemporaines. 1995. ISBN 978-291-987-503-0.
- Les Complexités de l'alliance. Paris, Editions des archives contemporaines. 1994. ISBN 978-288-124-790-3.
- Le corps en morceaux. Paris, Ministère de la Culture et de la Communication. 1992. OCLC 715512037.
- Hasab wa nasab: parenté, alliance et patrimoine en Tunisie. Paris, Centre national de la recherche scientifique. 1992. ISBN 978-222-204-653-0.
- Les Musées de l'éducation nationale: mission d'étude et de réflexion. Paris, La Documentation française. 1991. ISBN 978-211-002-618-7.
- L'exercice de la parente. Paris , Gallimard. 1981. ISBN 978-202-005-995-4.

## Premios y reconocimientos
- 1978 – Medalla de plata del CNRS, por sus trabajos sobre el funcionamiento de los sistemas semicomplejos de parentesco y alianzas.[10]
- 2003 – Premio Irène Joliot-Curie.[11]
- 2011 – Gran Cruz de la Orden Nacional al Mérito.[12]
- 2014 – Gran Oficial de la Legión de Honor.[12]
- 2017 – Premio especial por su obra al anunciarse los ganadores del Prix Femina.[13]